# 2019-es FIDE Chess.com Grand Swiss
A 2019-es FIDE Chess.com Grand Swiss a 2021-es sakkvilágbajnokság egyik kvalifikációs versenye volt, amelynek első helyezettje jogosultságot szerzett a világbajnokjelöltek versenyén való részvételre. Az első FIDE Chess Grand Swiss versenyt Isle of Man szigetén rendezték 2019. október 10–21. között.
A 2019-es versenyre a FIDE Chess Grand Swiss versenyre előírt 120 résztvevőn kívül meghívást kapott további 11 junior és 16 női versenyző, valamint a helyi szervezők által meghívott sakkozók, végül összesen 154 fő kezdte meg a 11 fordulós svájci rendszerű tornát.

## A résztvevők
A FIDE Chess Grand Swiss kiírásának szabályai szerinti 120 fő meghívása az alábbi kritériumok alapján történt:
- Meghívásra került a 2018. július–2019. június közötti átlag Élő-pontszáma alapján a világranglista első 100 helyezettje.
- A 2018-as női sakkvilágbajnok (Csü Ven-csün).
- A regnáló U20 korosztályos junior sakkvilágbajnok (Parham Maghsoodloo).
- A regnáló senior 50+ sakkvilágbajnok (Karen Movsziszian).
- A regnáló senior 65+ sakkvilágbajnok (Vlastimil Jansa).
- A kontinensbajnokságokról 12 versenyző (Európa – 5, Ázsia – 3, Amerika – 3, Afrika –1).
- Az ACP Tour versenysorozatán kvalifikációt szerzett versenyző.
- Három szabadkártyát a FIDE elnök osztott ki.
- A rendező jogán 40 további versenyzőt hívtak meg.

Kvalifikációt szerzett, de távol marad a versenytől a kínai Ting Li-zsen, aki a 2019-es sakkvilágkupán már bebiztosította helyét a világbajnokjelöltek versenyén. Nem indult el ezen a tornán a kvalifikációt szerzett versenyzők közül Jan Nyepomnyascsij, Maxime Vachier-Lagrave, Sahrijar Mamedjarov, Tejmur Radzsabov, Dmitrij Andrejkin és David Navara sem, akik a néhány nappal korábban befejeződött sakkvilágkupán kísérelték meg a továbbjutást. Ez Ting Li-zsen mellett Tejmur Radzsabovnak sikerült. Vlagyimir Kramnyik 2019 elején befejezte a profi pályafutását, Veszelin Topalov már nem indul a sakkvilágbajnoki ciklus versenyein, míg Rapport Richárd sem a világkupán, sem ezen a versenyen nem vett részt. Nem indult el a versenyen a női világbajnok Csü Ven-csün sem.
A kvalifikációt szerzett, de a versenyen nem indulók helyét az Élő-pontszám alapján a világranglistán sorban következő versenyzőkkel töltötték fel.
A versenyen elindult a világbajnok Magnus Carlsen is, akinek természetszerűleg nem kell részt vennie a világbajnokjelöltek versenyén, valamint a 2018-as sakkvilágbajnokság döntőjének résztvevője Fabiano Caruana is, aki ezzel az eredményével már kvalifikálta magát a világbajnokjelöltek versenyére.
A versenyen három magyar sakkozó indult: Lékó Péter és Berkes Ferenc átlag Élő-pontszámuk alapján, míg Erdős Viktor a szervezők szabadkártyáját kapta.

## A versenyszabályok
Az egyes játszmákban a versenyzők 100–100 percet kaptak az első 40 lépés megtételére, majd további 50–50 percet a következő 20 lépésre. Ha ez idő alatt a játszma nem fejeződött be, akkor a játszma befejezéséhez további 15–15 percet kaptak. Az első lépéstől kezdve 30 másodperc többletidőhöz jutottak. Az időt a megfelelően beprogramozott elektronikus sakkórával mérték.
A mérkőző felek nem egyezhettek meg döntetlenben a 30. lépéspárt megelőzően, csak a versenybíró engedélyével, abban az esetben, ha a táblán háromszori lépésismétlés következett be.
Az egyes játszmáknál 15 perc késés volt engedélyezett, amely idő alatt a késő versenyző órája járt. Az ennél többet késő versenyzőt az adott fordulóban vesztesnek nyilvánították.
Szigorú szabályokat írtak elő az öltözködésre. Eszerint nem volt megengedett a versenyteremben a T-shirt, a farmer, a baseball-sapka, valamint a short használata. A nemzeti és tradicionális mez viselését a versenybíróságnak kellett engedélyeznie.
A versenyszabályok ellen vétőket pénzbírsággal sújthatták; sorozatos szabályszegés esetén a versenyből kizárás, illetve a sakkvilágbajnoki versenysorozaton való részvételtől eltiltás következhetett volna.

## A holtverseny eldöntése
Két vagy több versenyző holtversenye esetén a helyezéseket az alábbiak szerint döntötték el:
1. Az ellenfelek átlagos Élő-pontszáma
2. A Buchholz-számítás eredménye, a leggyengébb ellenfél pontszámának figyelembe vétele nélkül (Cut 1)
3. A Buchholz-számítás eredménye az összes ellenfél pontszámának figyelembe vételével
4. A holtversenyben levők egymás elleni eredménye
5. Sorsolás

## A díjazás
A FIDE által előírt minimális díjazás 400 000 dollár volt, amely az alábbi módon került szétosztásra:
| Helyezés           | Díjazás (US$) |
| ------------------ | ------------- |
| 1. helyezett       | 70 000        |
| 2. helyezett       | 50 000        |
| 3. helyezett       | 40 000        |
| 4. helyezett       | 35 000        |
| 5. helyezett       | 30 000        |
| 6. helyezett       | 25 000        |
| 7. helyezett       | 20 000        |
| 8. helyezett       | 16 000        |
| 9. helyezett       | 13 000        |
| 10. helyezett      | 11 000        |
| 11–15. helyezett*  | 8000          |
| 16–20. helyezett*  | 5000          |
| 21¬–25. helyezett* | 3000          |
| 26–30. helyezett*  | 2000          |

A díjon felül az 1. helyezett jogosultságot szerzett az esedékes sakkvilágbajnoki ciklusban megrendezésre kerülő világbajnokjelöltek versenyén való részvételre. Az összesítésben előálló holtverseny esetén az érintett versenyzők között a díjakat megosztották, a helyezések azonban a holtversenyszámítás szabályai szerint meghatározásra kerültek.
A FIDE által előírt díjazáson felül a rendezők a legjobb eredményt elérő nők számára további 33 000 dollárt osztottak ki az alábbiak szerint:
| Helyezés     | Díjazás (US$) |
| ------------ | ------------- |
| 1. helyezett | 10 000        |
| 2. helyezett | 8000          |
| 3. helyezett | 6000          |
| 4. helyezett | 4000          |
| 5. helyezett | 2500          |
| 6. helyezett | 2500          |

A megszerezhető díjak közül csak az egyiket kaphatták meg, azaz ha a nők közül valaki a verseny első 30 helyezettje közé került volna, akkor a számára kedvezőbb díjat kapta volna meg, erre azonban nem került sor, mert a legjobb női versenyző, az indiai Drónavalli Hárika 5,5 ponttal a 83. helyen végzett.

## A versenynapok
- Megnyitó ünnepség: október 9.
- 1. forduló: október 10.
- 2. forduló: október 11.
- 3. forduló: október 12.
- 4. forduló: október 13.
- 5. forduló: október 14.
- 6. forduló: október 15.
- Pihenőnap: október 16.
- 7. forduló: október 17.
- 8. forduló: október 18.
- 9. forduló: október 19.
- 10. forduló: október 20.
- 11. forduló, díjkiosztó, záróünnepség: október 21.

A fordulók a 11. forduló kivételével helyi idő szerint 15:00 órakor kezdődnek, az utolsó forduló kezdési időpontja 13:30.

## A végeredmény
A táblázat tartalmazza a díjat nyert első harminc versenyző sorrendjét, valamint a magyar résztvevők eredményeit.
| H.  | Név                    | Ország                    | Élő-p. | Pont | Átl. É-p. | Buch-1 | Buch-2 | Ee. |
| --- | ---------------------- | ------------------------- | ------ | ---- | --------- | ------ | ------ | --- |
| 1.  | Vang Hao               | Kína                      | 2726   | 8,0  | 2735      |        |        |     |
| 2.  | Fabiano Caruana        | Amerikai Egyesült Államok | 2812   | 8,0  | 2720      |        |        |     |
| 3.  | Kirill Alekszejenko    | Oroszország               | 2674   | 7,5  | 2716      |        |        |     |
| 4.  | Levon Aronján          | Örményország              | 2758   | 7,5  | 2708      |        |        |     |
| 5.  | David Antón Guijarro   | Spanyolország             | 2674   | 7,5  | 2702      |        |        |     |
| 6.  | Magnus Carlsen         | Norvégia                  | 2876   | 7,5  | 2698      |        |        |     |
| 7.  | Nakamura Hikaru        | Amerikai Egyesült Államok | 2745   | 7,5  | 2674      |        |        |     |
| 8.  | Nyikita Vityugov       | Oroszország               | 2745   | 7,5  | 2663      |        |        |     |
| 9.  | Alekszandr Griscsuk    | Oroszország               | 2759   | 7,0  | 2682      |        |        |     |
| 10. | David Paravjan         | Oroszország               | 2602   | 7,0  | 2675      |        |        |     |
| 11. | David Howell           | Anglia                    | 2694   | 7,0  | 2657      |        |        |     |
| 12. | Santosh Gujrathi Vidit | India                     | 2718   | 7,0  | 2644      |        |        |     |
| 13. | Le Quang Liem          | Vietnám                   | 2708   | 7,0  | 2631      |        |        |     |
| 14. | Maghsoodloo Parham     | Irán                      | 2664   | 6,5  | 2703      | 65,0   |        |     |
| 15. | Nijat Abasov           | Azerbajdzsán              | 2632   | 6,5  | 2703      | 62,5   |        |     |
| 16. | Uladziszlav Kavaljov   | Fehéroroszország          | 2661   | 6,5  | 2699      |        |        |     |
| 17. | Vlagyimir Fedoszejev   | Oroszország               | 2664   | 6,5  | 2691      |        |        |     |
| 18. | Alekszandr Rahmanov    | Oroszország               | 2621   | 6,5  | 2689      |        |        |     |
| 19. | Jurij Krivorucsko      | Ukrajna                   | 2669   | 6,5  | 2680      |        |        |     |
| 20. | Constantin Lupulescu   | Románia                   | 2643   | 6,5  | 2676      |        |        |     |
| 21. | Hrant Melkumyan        | Örményország              | 2650   | 6,5  | 2675      |        |        |     |
| 22. | Makszim Matlakov       | Oroszország               | 2716   | 6,5  | 2667      |        |        |     |
| 23. | Szergej Karjakin       | Oroszország               | 2760   | 6,5  | 2659      |        |        |     |
| 24. | Jü Jang-ji             | Kína                      | 2763   | 6,5  | 2658      |        |        |     |
| 25. | Jurij Kuzubov          | Ukrajna                   | 2636   | 6,5  | 2657      |        |        |     |
| 26. | Visuvanádan Ánand      | India                     | 2765   | 6,5  | 2654      | 64,5   |        |     |
| 27. | Wesley So              | Amerikai Egyesült Államok | 2767   | 6,5  | 2654      | 60,5   |        |     |
| 28. | Radosław Wojtaszek     | Lengyelország             | 2748   | 6,5  | 2652      |        |        |     |
| 29. | Pjotr Szvidler         | Oroszország               | 2729   | 6,5  | 2648      |        |        |     |
| 30. | Nguyen Ngoc Truong Son | Vietnám                   | 2638   | 6,5  | 2642      |        |        |     |
|     | …                      |                           |        |      |           |        |        |     |
| 42. | Lékó Péter             | Magyarország              | 2670   | 6,5  | 2601      |        |        |     |
|     | …                      |                           |        |      |           |        |        |     |
| 79. | Erdős Viktor           | Magyarország              | 2604   | 5,5  | 2663      |        |        |     |
|     | …                      |                           |        |      |           |        |        |     |
| 99. | Berkes Ferenc          | Magyarország              | 2667   | 5,5  | 2580      |        |        |     |

A nők versenyét, az ezzel járó 10 000 dolláros díjat az indiai Drónavalli Hárika nyerte, aki 5,5 pontjával a 83. helyen végzett. Eredményével 23 Élő-pontot nyert, és a női világranglistán a legjobb 10 közé került. Második helyet a nők között a 22 éves kazah Dinara Saduakassova szerezte meg, aki 5,5 ponttal a 85. lett, míg a harmadik legjobb női eredményt a mongol Mungunthuul Batkhuyag és a kínai Lej Ting-csie érte el 5,0 ponttal, és ezzel a 107. és a 108. helyezéssel, köztük csak a Buchholcz-számítás döntött az előbbi javára. Díjat nyert még a nők között 5. helyezett orosz Alina Kaslinszkaja, aki 5,0 ponttal a 116. helyen végzett és a nők között 6. helyezett indiai Soumiya Swaminathan, aki 4,5 ponttal a teljes mezőnyben a 126. lett.